# John Blair
John Blair (Williamsburg (Virginia), 17 april 1732 - aldaar, 31 augustus 1800) was een Amerikaanse politicus, Founding Father en Patriot.
Blair was de best getrainde advocaat van zijn tijd. Hij vermeed het politieke toneel, om zich te wijden aan zijn werk - buiten de schijnwerpers. Hij was van mening dat er een permanente unie van de onafhankelijk geworden staten moest komen. Tevens steunde hij zijn mede Virginians James Madison en George Washington bij de Constitutional Convention. Zijn grootste bijdrage als Founding Father was niet in Philadelphia, maar later als rechter in het gerechtshof van Virginia en in het Hooggerechtshof, waar hij de interpretatie van de Grondwet manipuleerde in een aantal spraakmakende beslissingen. Hij is meermaals geloofd voor zijn hoffelijkheid en welwillendheid, alsmede voor zijn "ad rem"-houding in de rechtszaal.

## Carrière vóór de Constitutional Convention
Blair was een telg van een prominente familie uit Virginia. Zijn vader zat bij de raad van Virginia en was een tijdje regerend Royal Governor. Zijn oudoom James Blair was de stichter en eerste rector van het College of William and Mary. Blair volgde hier zijn schoolopleiding. In 1775 vertrok hij naar Londen voor een studie in de rechten aan Middle Temple. Bij zijn terugkomst (net na de Franse en Indiaanse oorlog) begon zijn carrière al; hij werd als vertegenwoordiger van het College of William and Mary gekozen in het Huis van de Bourgeoisie (1766-1770). Later werd hij klerk in dienst van de raad van de Royal Governor, het hogerhuis van de koloniale legislatuur (1770-1775).
Baldwin · Bassett · Bedford · Blair · Blount · Brearley · Broom · Butler · Carroll · Clymer · Daniel · Dayton · Dickinson · Few · Fitzsimons · Franklin · Gilman · Gorham · Hamilton · Ingersoll · Johnson · King · Langdon · Livingston · Madison · McHenry · Mifflin · G. Morris · R. Morris · Paterson · C. C. Pinckney · Pinckney · Read · Rutledge · Sherman · Spaight · Washington · Williamson · Wilson